# Lê Dung
Lê Thị Dung (Hon Gai, Quang Ninh, 5 de junio de 1951-Hanoi, 29 de enero de 2011) fue una destacable cantante soprano de ópera vietnamita. Era una estudiante de Conservatorio "Tchaikovsky" que realizó viajes extensamente y se realizó en el este de Europa. Ganó premios en Sofia, Bulgaria, en 1987, y en Toulouse, Francia en 1988, y también en Pyongyang. Fue miembro de la Ópera de Hanói, pero también cantó y grabó para otras obras como la de Phu Quang y otros compositores populares. En 1993, se convirtió en la persona más joven, tras ser acreditada como Artista del Pueblo ("NSND").

## Discografía

### Música vietnamita
- 10 ca khúc Hồng Đăng, Saigon Audio, 1995
- 10 tình khúc Lê Khắc Thanh Hoài, Paris, 1995
- Âm thanh ngày mới
- Dạ khúc
- Màu nắng có bao giờ phai đâu
- Họa mi hót trong mưa
- Kỉ niệm vàng son 1
- Kỉ niệm vàng son 2
- Tiếng hát Lê Dung
- Tình nghệ sĩ
- Tiếng thời gian
- Những tình khúc thính phòng, 2001

### Obras clásicas
- O mio babbino caro from Puccini's Gianni Schicchi.
- Beethoven's Ninth Symphony "Ode an die Freude", Le Dung, with Mezzo-Soprano Phuong Lan, Tenor Manh Chung and baritone Quang Tho. Hanoi Conservatory of Music and Hanoi Opera House. under the French conductor Xavier Rist. Televised performance.

- Datos: Q2686625